# Katastrofa lotnicza w Dubrowniku
Katastrofa lotnicza w Dubrowniku – 3 kwietnia 1996 wojskowy Boeing CT-43 należący do USAF lecący z Tuzli do Dubrownika z oficjalną misją handlową rozbił się w górach podczas podejścia do lądowania. W katastrofie zginęło 35 osób.

## Samolot i pasażerowie
Samolot typu CT-43 (zmodyfikowany Boeing 737-200 w wersji dla USAF) został wyprodukowany 27 marca 1974. Wersja ta nie posiadała rejestratora głosu i parametrów lotu. 
Na pokładzie było 5 członków załogi i 30 pasażerów, wśród nich Sekretarz Handlu Ron Brown, dziennikarze New York Timesa i szef biura tej gazety we Frankfurcie, Nathaniel C. Nash.

## Przebieg lotu
Samolot wystartował z Tuzli do Dubrownika. Ze względu na złe warunki atmosferyczne (brak widoczności pasa) piloci podchodzili do lądowania według przyrządów IFR z wykorzystaniem radiolatarni bezkierunkowych. Ponieważ ta procedura jest rzadko wykorzystywana w wojskowym lotnictwie amerykańskim, nie byli do niej właściwie przygotowani i zeszli z planowanego kursu, podchodząc do lądowania za nisko i za szybko (o 150 km/h szybciej niż powinni). W efekcie, zamiast znaleźć się w dolinie prowadzącej w kierunku lotniska, uderzyli we wzgórze znajdujące się o 2,6 km na północ od właściwej linii podejścia, na wysokości 701 metrów.
Zderzenie przeżyła jedna osoba – sierżant Shelly Kelly – lecz kobieta zmarła w drodze do szpitala.

## Akcja ratunkowa
Akcja ratunkowa przebiegała opieszale. Służby ratunkowe zostały szybko poinformowane lecz problemem była niewiedza o położeniu samolotu (Lotnisko w Dubrowniku nie miało urządzeń do określania miejsca wraku). Miejsce katastrofy ustaliła policja po ok. 2 godzinach. Niestety, wśród policjantów nie było lekarza i nie można było pomóc rannej sierżant przez kolejne 10-20 min.